# Ivan Rabb
Ivan Charles Rabb (* 4. Februar 1997 in Oakland, Kalifornien) ist ein US-amerikanischer Basketballspieler.

## Laufbahn
Rabb entwickelte sich an der Bishop O’Dowd High School zu einem der hoffnungsvollsten Spieler seines Jahrgangs im US-Bundesstaat Kalifornien und wurde auch in den landesweiten Talentranglisten auf vorderen Plätzen geführt. In seiner Senior-Saison erzielte er pro Partie durchschnittlich 24,5 Punkte, 16,3 Rebounds und 4,5 Blocks.
Ab dem Spieljahr 2015/16 gehörte Rabb zur Basketballmannschaft der University of California, Berkeley und wurde prompt zum Leistungsträger. Er stand in seiner Freshmansaison bei 34 Einsätzen stets in der Anfangsformation, erzielte im Schnitt 12,5 Punkte und holte 8,6 Rebounds je Begegnung. Diese Werte steigerte Rabb in seinem zweiten und letzten Jahr an der Hochschule, als er 14,0 Punkte und 10,5 Rebounds pro Begegnung verbuchte.
Im Frühjahr 2017 verließ er die University of California und wurde Berufsbasketballspieler. Beim Draft-Verfahren der NBA im Juni 2017 gingen seine Rechte in der zweiten Auswahlrunde an die Orlando Magic, die Rabb aber anschließend an die Memphis Grizzlies abgaben.
In seinem ersten Jahr als Profi (2017/18) wurde Rabb sowohl in Memphis in der NBA als auch in der Ausbildungsmannschaft der Grizzlies (Memphis Hustle) in der NBA G-League eingesetzt. In der NBA stand der insbesondere auf der Position vier eingesetzte Kalifornier in 36 Spielen auf dem Feld und erzielte im Mittel 5,6 Punkte sowie 4,4 Rebounds. Hinzu kamen 18 Spiele im Hemd von Memphis Hustle mit Mittelwerten von 15,2 Punkten sowie 9,4 Rebounds je Begegnung. Im Oktober 2019 wurde er von den Memphis Grizzlies aus dem Kader gestrichen und kurz darauf von den New York Knicks per Zweiwegevertrag gebunden, jedoch im Januar 2020 wieder entlassen. In der Saison 2020/21 bestritt Rabb 15 Spiele für die Delaware Blue Coats in der NBA G-League.

### Nationalmannschaft
Mit der US-amerikanischen U16-Nationalmannschaft gewann er 2013 die Amerikameisterschaft sowie mit der U17-Auswahl 2014 den Weltmeistertitel.